# Randall Collins
Randall Collins (født 29. juli 1941 i Knoxville, Tennessee, USA) er en amerikansk sociolog og mest kendt for sin mikrosociologiske teori om interaktionsritualer. Collins er professor emeritus ved University of Pennsylvania og har undervist på en række forskellige universiteter i løbet af sin karriere. Udover at have deltaget på videnskabelige konferencer og udgivet forskningsartikler er Collins faglitterære bøger oversat til adskillige sprog. Randall Collins var formand for American Sociological Association fra 2010 til 2011.
Collins har beskæftiget sig med en række forskellige sociologiske problemstillinger herunder makro-historisk sociologi om politisk og økonomisk udvikling; ansigt-til-ansigt-interaktioner; videnssociologi om intellektuelle og social konflikt. Han har blandt andet udgivet bogen The Sociology of Philosophies: A Global Theory of Intellectual Change, der analyserer udviklingen af filosoffer og matematikeres sociale netværk over 2000 år i både asiatiske og vestlige samfund. Collins' senere arbejde har omhandlet vold og konflikter. Som led i det arbejde har han udgivet bogen Violence: A Micro-Sociological Theory, der ser på situationelle dynamikker i voldsepisoder og argumenterer for, at det ikke er de sociale aktørers baggrunde, men den konkrete situation, der determinerer om der opstår vold og hvordan. Randall Collins bliver af nogle set som en af de mest betydningsfulde ikke-marxistiske konfliktteoretikere i USA.